# Cécile Valéry
Pour les articles homonymes, voir Valéry.
Cécile Valéry, est une chanteuse française originaire de Vendée.

## Biographie
En 1968 elle est la protégée de Michel Berger qui lui écrit son premier titre On n'apprend pas à parler d'amour avec lequel elle concourra à l’émission télé-crochet présentée par José Artur, les tremplins de l'été où concourait dans la même émission le chanteur Dave, alors inconnu du grand public.

## Discographie
- 1968 : On n'apprend pas à parler d'amour
- 1968 : Les Chorales
- 1970 : L'enfant du berger
- 1970 : Ich liebe dich Greta
- 1970 : Plus jamais seul avec Serge Latour
- 1971 : Le fils de Matthieu avec Jean-Pierre Bourtayre
- 1972 : Je veux
- 1973 : Pourquoi

## Liens
- Ressource relative à la musique :   - Discogs
- Notices d'autorité :   - BnF (données)